# União Montemor
União Montemor, właśc. Grupo União Sport de Montemor – portugalski klub piłkarski z siedzibą w Montemor-o-Novo.

## Historia
Klub został założony 17 listopada 1914. W swojej historii rozegrał 20 sezonów na poziomie drugiej ligi (w latach 1942–1948, 1949–1958, 1960–1961 oraz 1973–1977).

## Reprezentanci kraju grający w klubie
stan na listopad 2023
|  | - Joni - Wenelin Nikołow - Płamen Cwetkow - Cipriano Có - Amadu Nogueira - Pelé - Mateus Tchaka-Tchaka - Dinis Vital - Adolfo Calisto |  | - Luís Sobrinho - Carlos Bebé - Gilson Varela - Fary Faye - Khadim Faye - Denilson - Faduley - Harramiz Soares - Basaúla Lemba |